# République (métro de Paris)
Pour les articles homonymes, voir République (homonymie).
République est une station des lignes 3, 5, 8, 9 et 11 du métro de Paris. Elle se situe sous la place de la République, à la limite des 3e, 10e et 11e arrondissements de Paris.

## Situation
La station est implantée sous la place de la République, les quais étant établis :
- sur la ligne 3, sous la partie est de la place selon l'axe est-ouest de l'avenue de la République (entre les stations Temple et Parmentier) ;
- sur la ligne 5, au nord-ouest de la place selon un axe nord-ouest/sud-est, au débouché du boulevard de Magenta (entre Jacques Bonsergent et Oberkampf) ;
- sur les lignes 8 et 9, à l'ouest de la place selon un axe nord-ouest/sud-est, au débouché du boulevard Saint-Martin (entre Strasbourg - Saint-Denis d'une part — sans compter l'actuelle station fantôme Saint-Martin — et d'autre part Filles du Calvaire pour la ligne 8 ou Oberkampf pour la ligne 9) ;
- sur la ligne 11, au nord-est selon un axe nord-est/sud-ouest, au début de la rue du Faubourg-du-Temple (entre Arts et Métiers et Goncourt).

## Histoire

### Mises en service

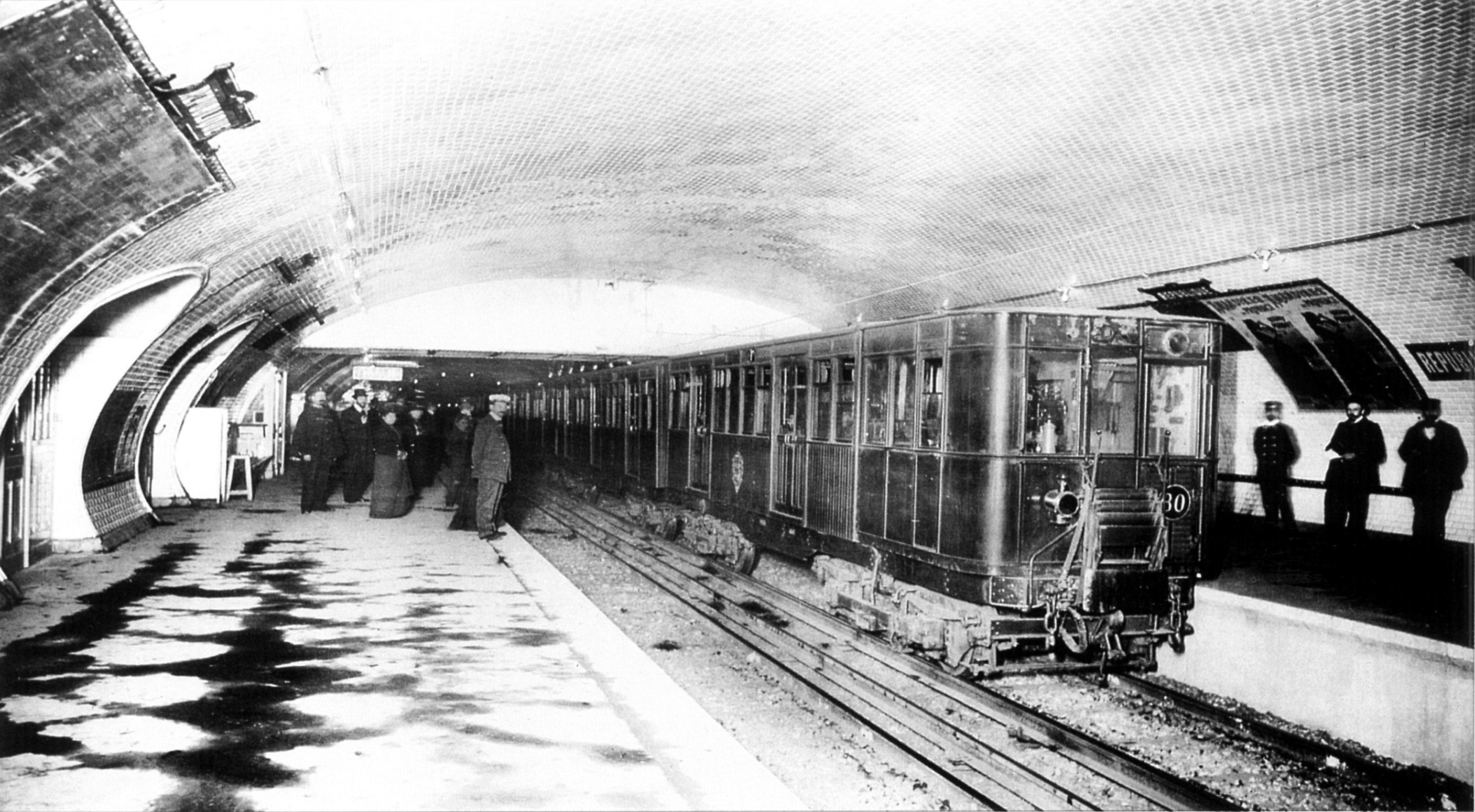
La station, vers 1904.

La station est ouverte le 19 octobre 1904 avec la mise en service du premier tronçon de la ligne 3 entre les stations Avenue de Villiers (aujourd'hui Villiers) et Père Lachaise.
La station de la ligne 5 est ouverte le 15 novembre 1907, soit 11 mois après l'inauguration de son prolongement depuis Place Mazas (aujourd'hui Quai de la Rapée) jusqu'à Lancry (aujourd'hui Jacques Bonsergent), en même temps que l'ouverture du prolongement depuis cette dernière jusqu'à Gare du Nord. Jusqu'alors, les trains la traversaient sans y marquer l'arrêt.
Les quais des lignes 8 et 9 sont ouverts respectivement le 5 mai 1931 et le 10 décembre 1933 avec la mise en service de leurs prolongements respectifs depuis Richelieu - Drouot, jusqu'à Porte de Charenton pour la première et Porte de Montreuil pour la seconde.
Enfin, le 28 avril 1935, la station de la ligne 11 est ouverte à son tour à l'occasion de l'inauguration de celle-ci entre Châtelet et Porte des Lilas.
Avant le maillage du RER, la station détenait le record du plus grand nombre de correspondances, cinq (égalé par Châtelet depuis l'arrivée de la ligne 14).
Le croisement de ces cinq lignes de métro a imposé la création d'un complexe système de couloirs pour permettre les déplacements sans heurts des voyageurs. Par les lignes qu'elle relie, la station est accessible directement depuis plusieurs communes de la proche banlieue parisienne.

### Origine du nom
La station doit sa dénomination à son implantation sous la place de la République, ainsi baptisée dans le cadre du projet d'érection de l'actuelle statue de la République en son centre, en délibération depuis 1878 au conseil municipal de Paris.

### Aménagements
La station fut la première du réseau à bénéficier d'ascenseurs, en 1910.
Les quais de la ligne 3 sont parmi les premiers à recevoir un carrossage métallique après 1952, tandis que ceux de la ligne 5 ont été rénovés après 1969 en adoptant le style « Mouton-Duvernet » avec des carreaux à plusieurs tons orangés posés verticalement et alignés, tranchant radicalement avec le blanc dominant de l'origine du métro, ainsi que des rampes lumineuses caractéristiques de ce type d'aménagement, lequel est par la suite complété de sièges de style « Motte » et de barres « assis-debout » rouges. Des carreaux de style « Mouton » de dimensions plus importantes et posés verticalement recouvrent également certains débouchés de couloirs d'accès aux lignes 3 et 11. Les quais des lignes 8, 9 et 11 sont quant à eux modernisés en style « Andreu-Motte », en jaune pour les deux premières et rouge pour la troisième, comme un tiers des stations du réseau entre 1974 et 1984, tandis que ceux de la ligne 3 perdent leur carrossage après 1988 au profit d'une décoration de style « Ouï-dire », en l'occurrence de couleur bleue.
Dans le cadre du programme « Renouveau du métro » de la RATP, les couloirs de la station et les quais de la ligne 5 sont modernisés le 28 juin 2010, ce qui permet notamment le renouvellement de l'éclairage et des carreaux de faïence, la mise en place d'une nouvelle signalétique, d'un guichet de vente et d'un « comptoir-club », ainsi que la création de quatre fronts de vente automatique, tout en anticipant sur le réaménagement programmé par la Ville de Paris de la place de la République. Ces derniers travaux en surface sont toutefois soupçonnés d’être la cause de nombreuses infiltrations d’eau dans la station, réduisant à néant sa réfection achevée trois ans plus tôt. Le coût des réparations est estimé à huit millions d’euros. En 2022, après de nombreuses et longues expertises ayant confirmé que les infiltrations sont dues aux travaux réalisées par la ville en surface, la RATP décide d'attaque la ville de Paris au tribunal administratif, espérant un dénouement dans l'année,.
Du 30 juin au 3 août 2018, les quais de la ligne 11 sont les premiers de cette dernière à être rehaussés et carrelés pour leur adaptation dans le cadre de son prolongement jusqu'à Rosny-Bois-Perrier.

### Fréquentation
En 2019, selon les estimations de la RATP, 16,6 millions de voyageurs sont entrés dans cette station ce qui la place à la 7e position des stations de métro pour sa fréquentation sur 302,.
En 2020, avec la crise du Covid-19, 6 988 692 voyageurs sont entrés dans cette station ce qui la place à la neuvième position des stations de métro pour sa fréquentation.
En 2021, la fréquentation remonte progressivement, avec 11 079 708 voyageurs qui sont entrés dans cette station ce qui la place à la septième position des stations de métro pour sa fréquentation.

## Services aux voyageurs

### Accès
La station dispose de neuf accès :
- l'accès no 1 « Place de la République », 48° 52′ 02″ N, 2° 21′ 51″ E ;
- l'accès no 2 « Rue du Temple », 48° 52′ 01″ N, 2° 21′ 49″ E ;
- l'accès no 3 « Avenue de la République », 48° 52′ 03″ N, 2° 21′ 53″ E ;
- l'accès no 4 « Rue du Faubourg du Temple », 48° 52′ 04″ N, 2° 21′ 52″ E ;
- l'accès no 5 « Boulevard de Magenta », 48° 52′ 06″ N, 2° 21′ 45″ E ;
- l'accès no 6 « Rue René Boulanger », 48° 52′ 05″ N, 2° 21′ 42″ E ;
- l'accès no 7 « Boulevard Saint-Martin », 48° 52′ 05″ N, 2° 21′ 41″ E ;
- l'accès no 8 « Boulevard Voltaire », 48° 52′ 01″ N, 2° 21′ 54″ E ;
- l'accès no 10 « Square Henri Christiné », 48° 52′ 05″ N, 2° 21′ 47″ E.

Accès à la station
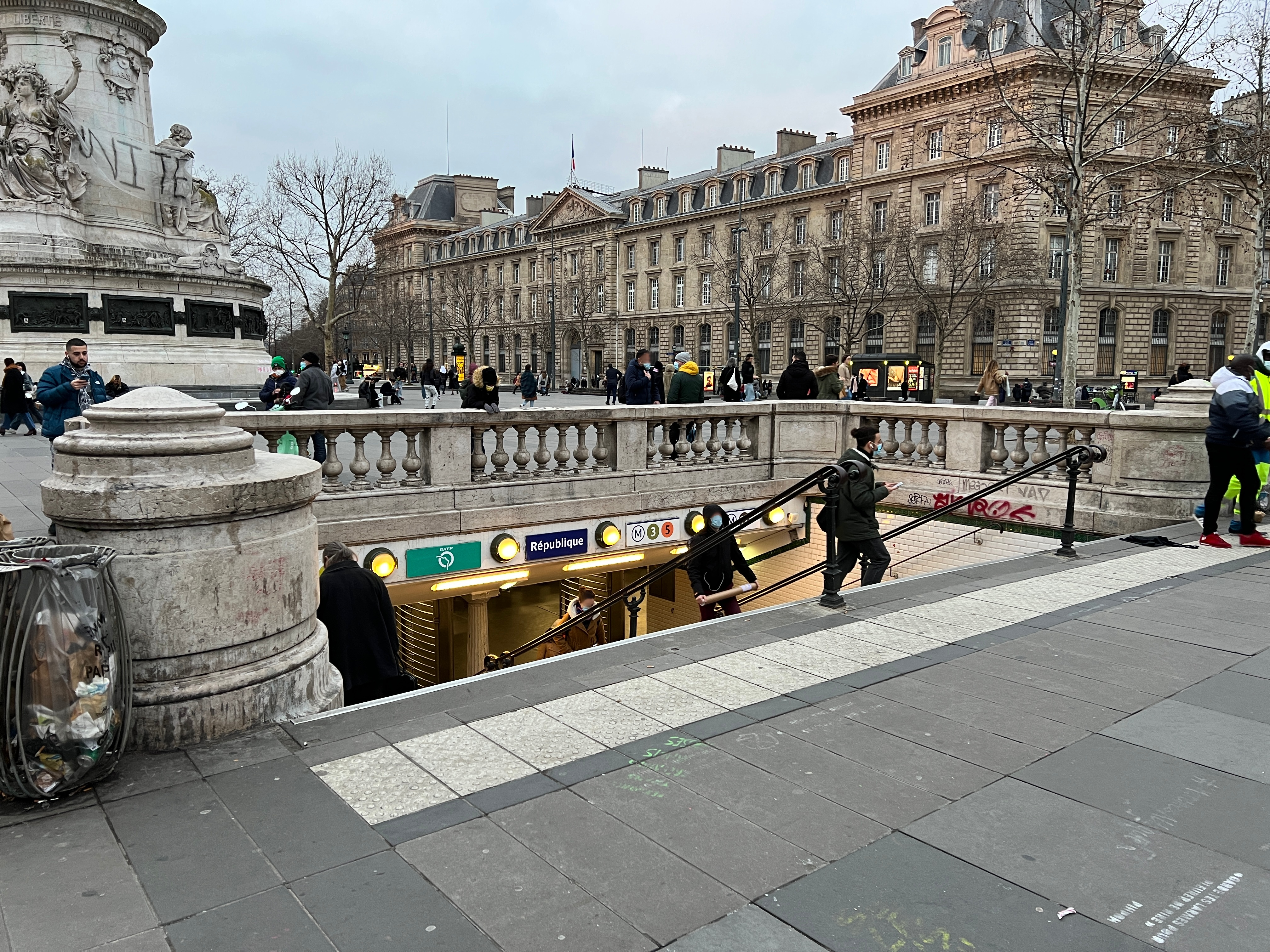
L'accès no 1 « Place de la République ».
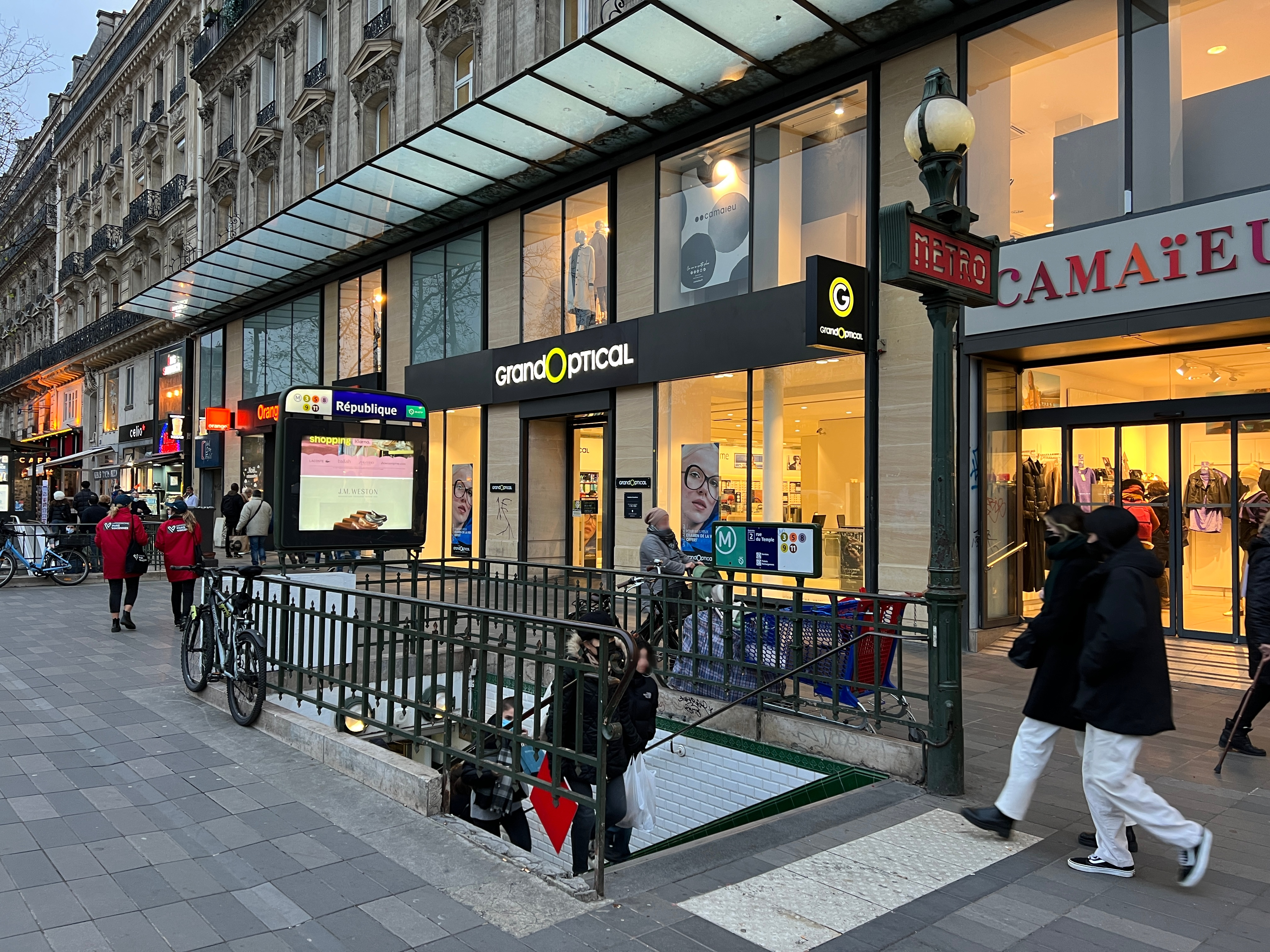
L'accès no 2 « Rue du Temple ».
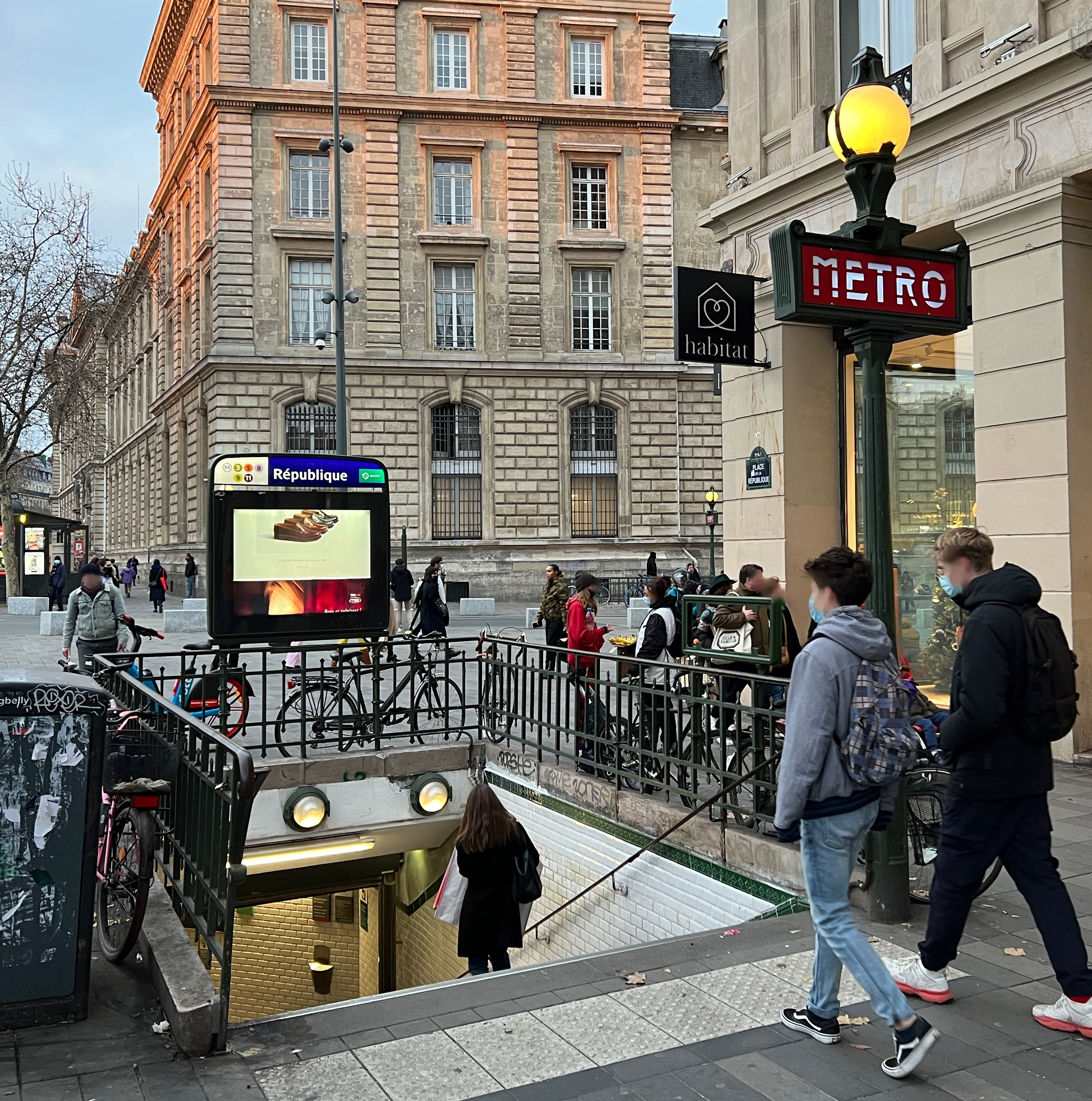
L'accès no 3 « Avenue de la République ».
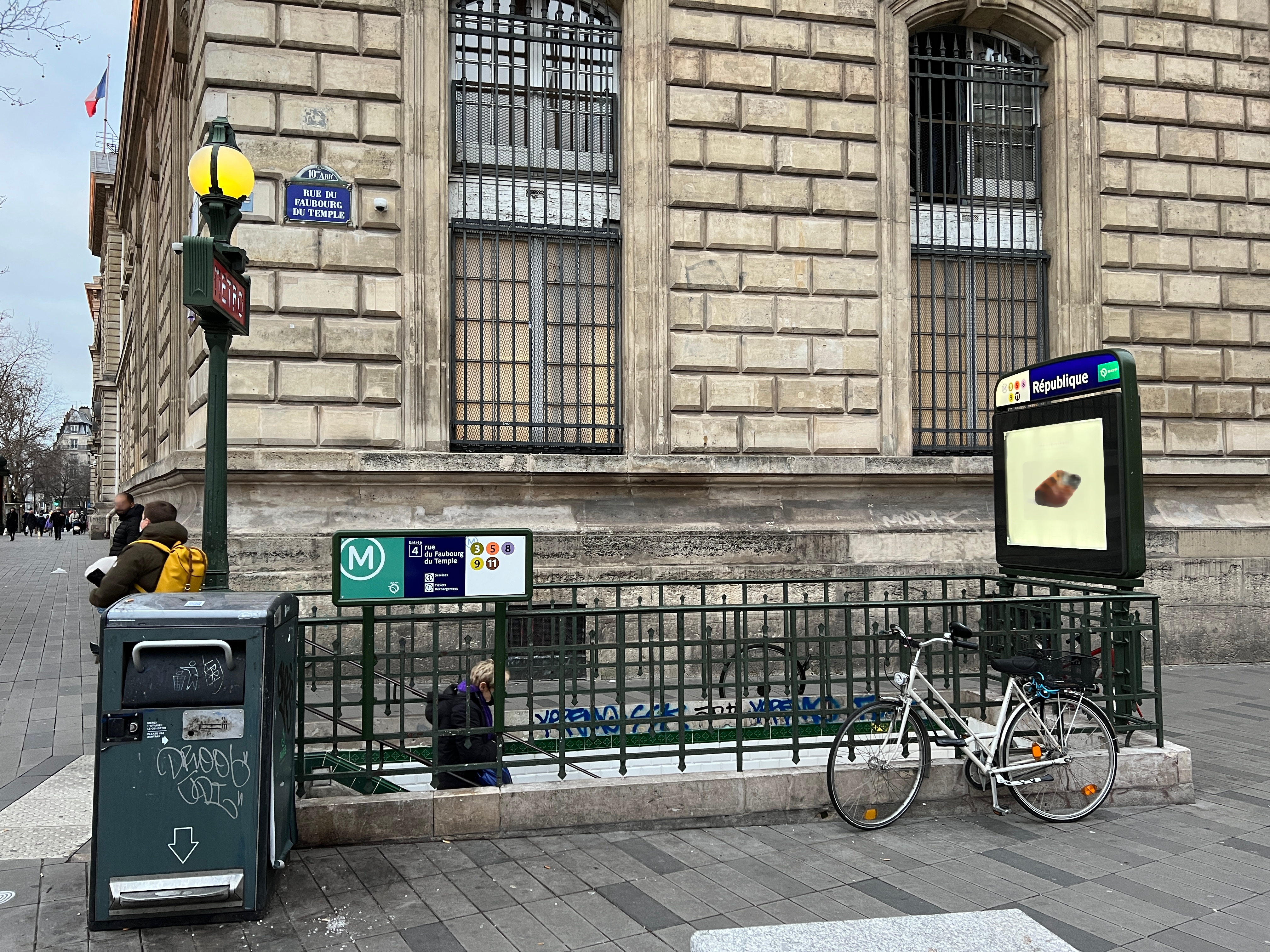
L'accès no 4 « Rue du Faubourg du Temple ».
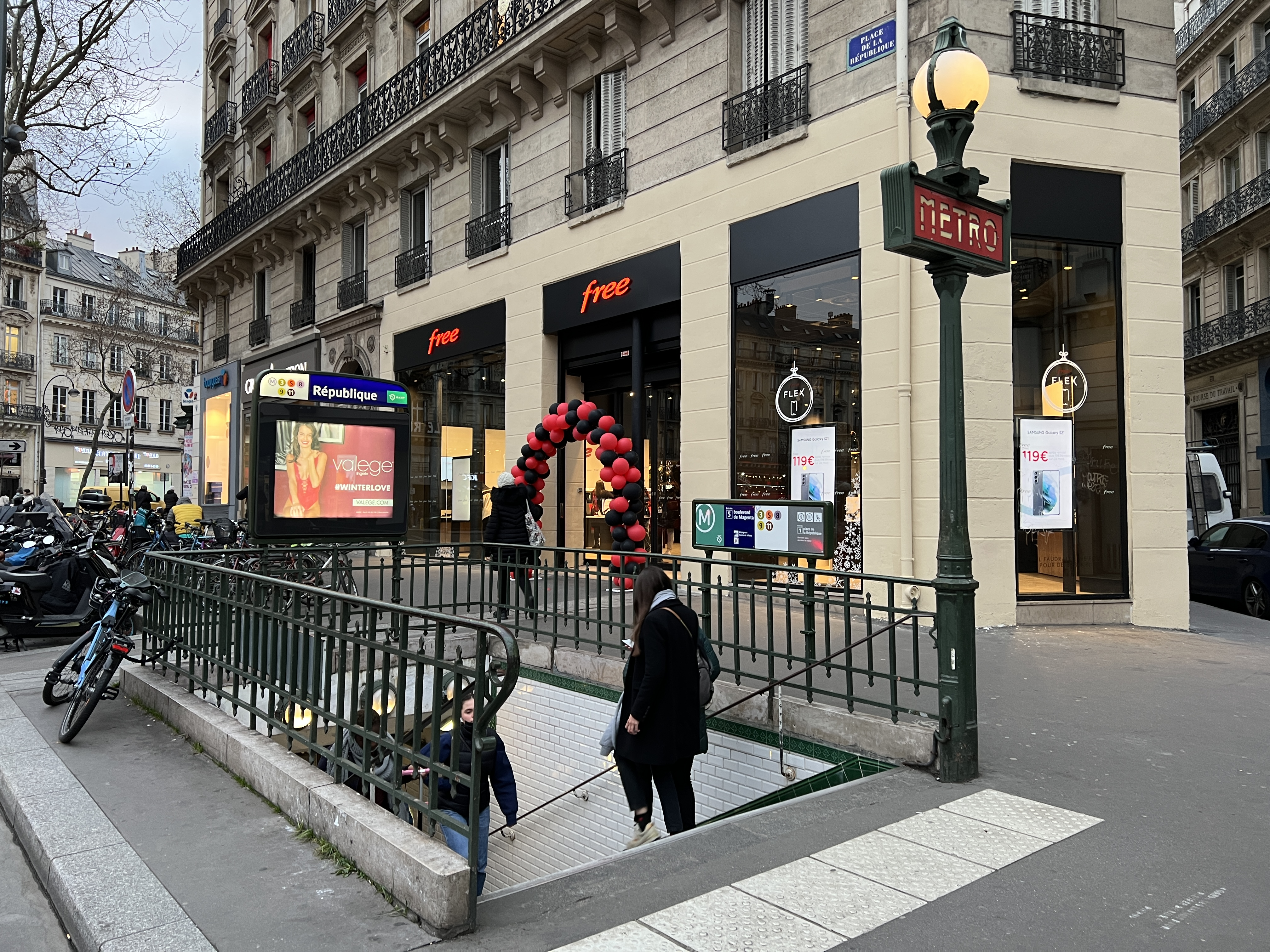
L'accès no 5 « Boulevard de Magenta ».
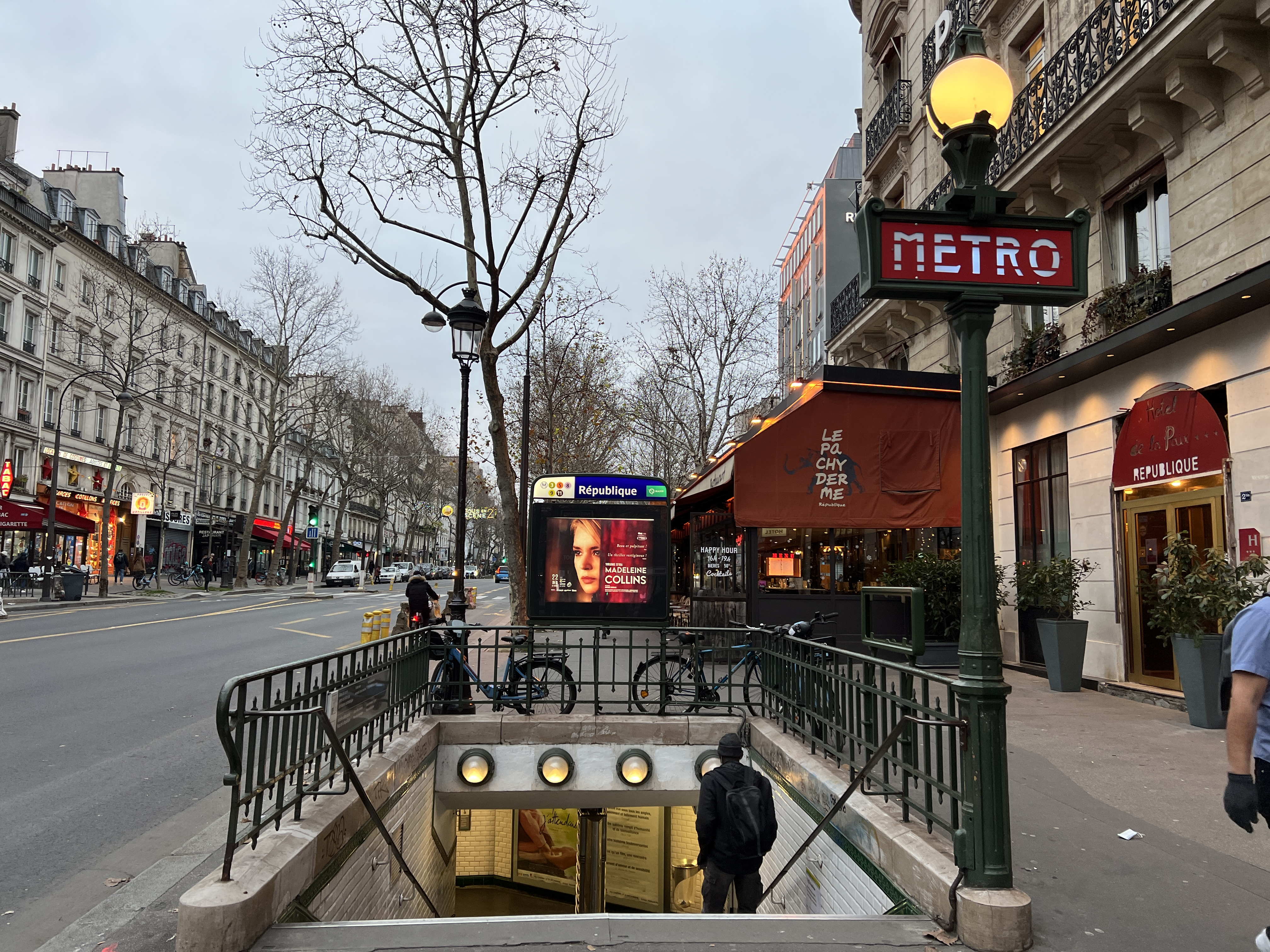
L'accès no 6 « Rue René Boulanger ».
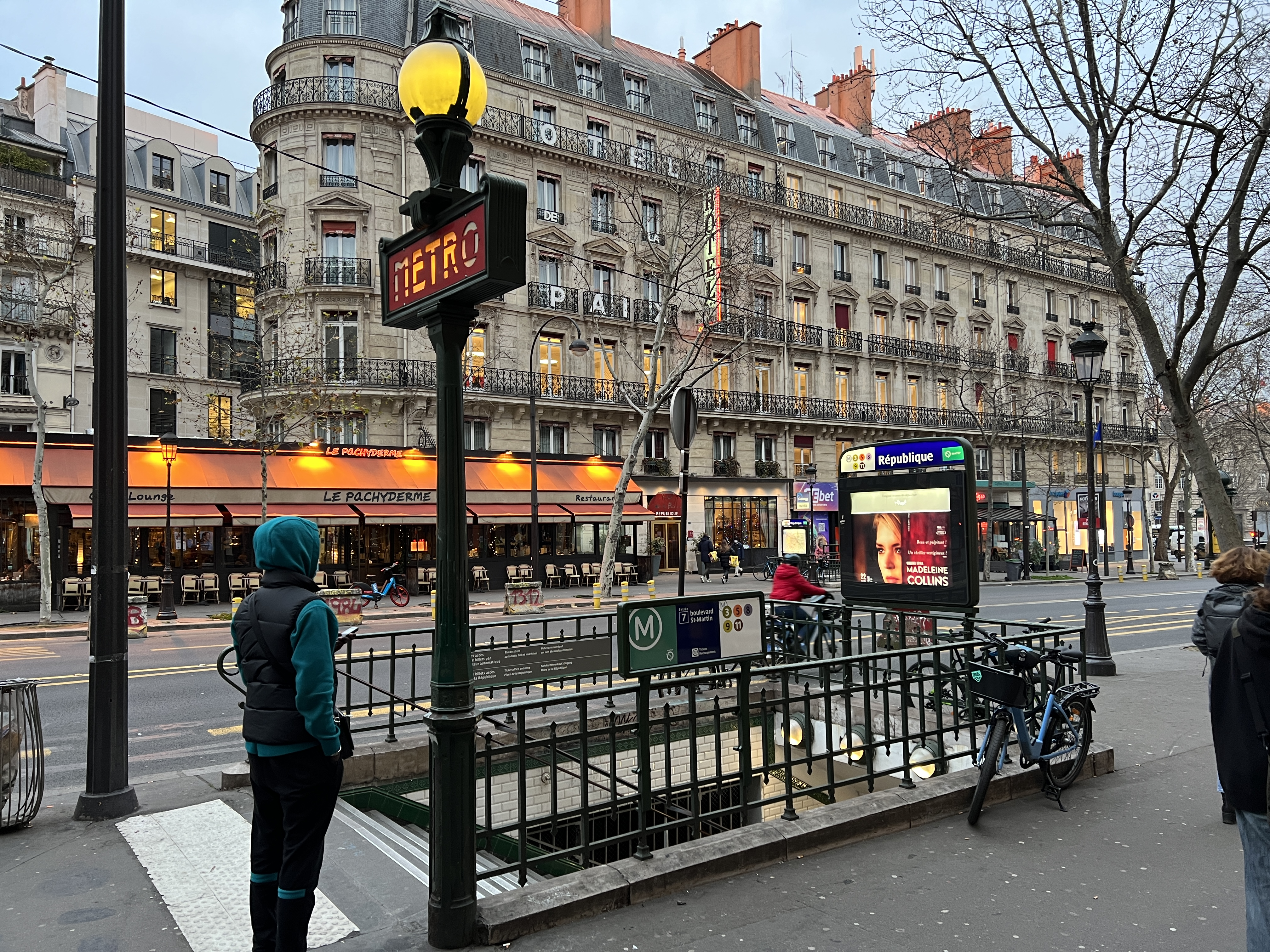
L'accès no 7 « Boulevard Saint-Martin ».
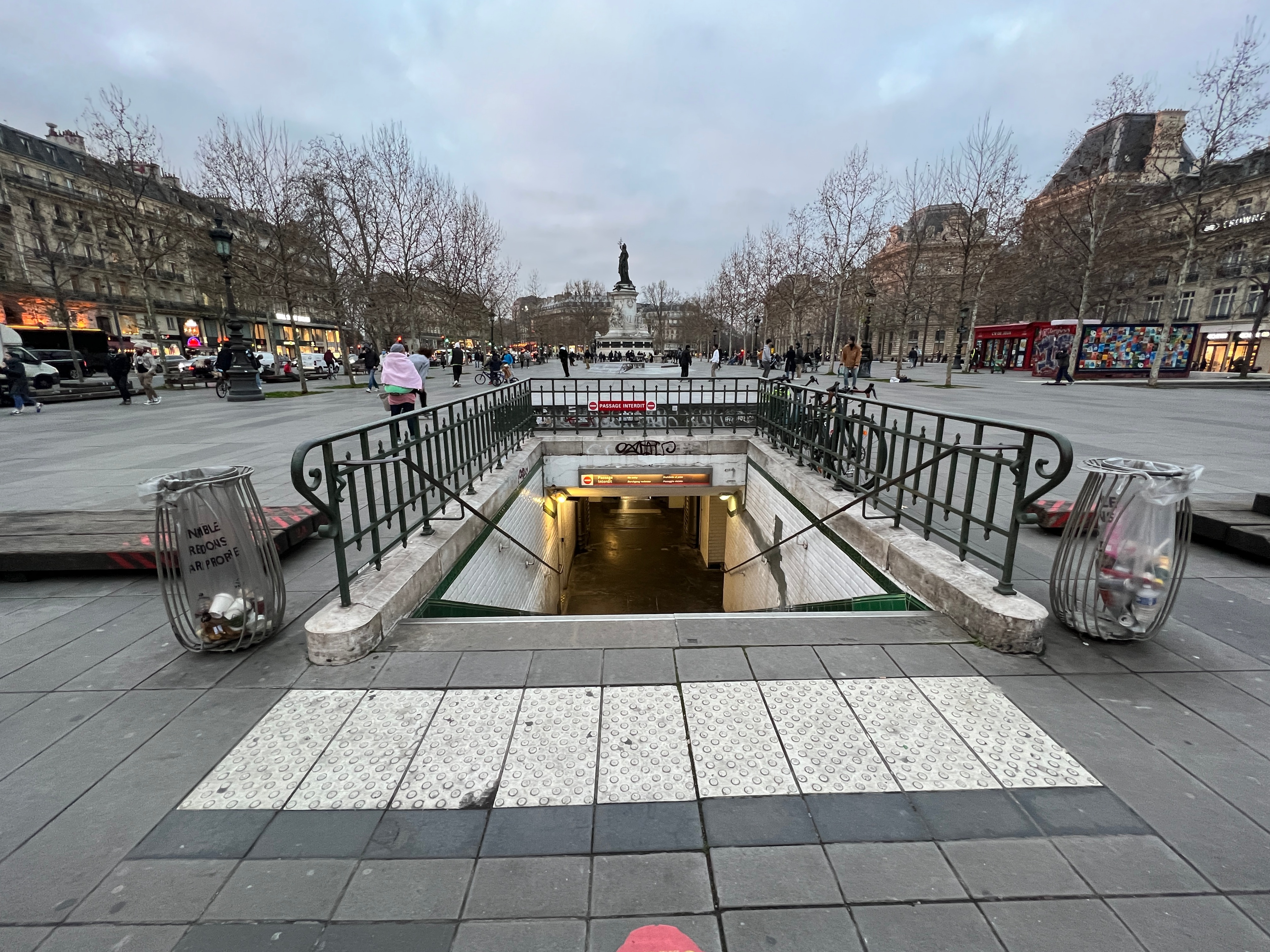
L'accès no 8 « Boulevard Voltaire ».
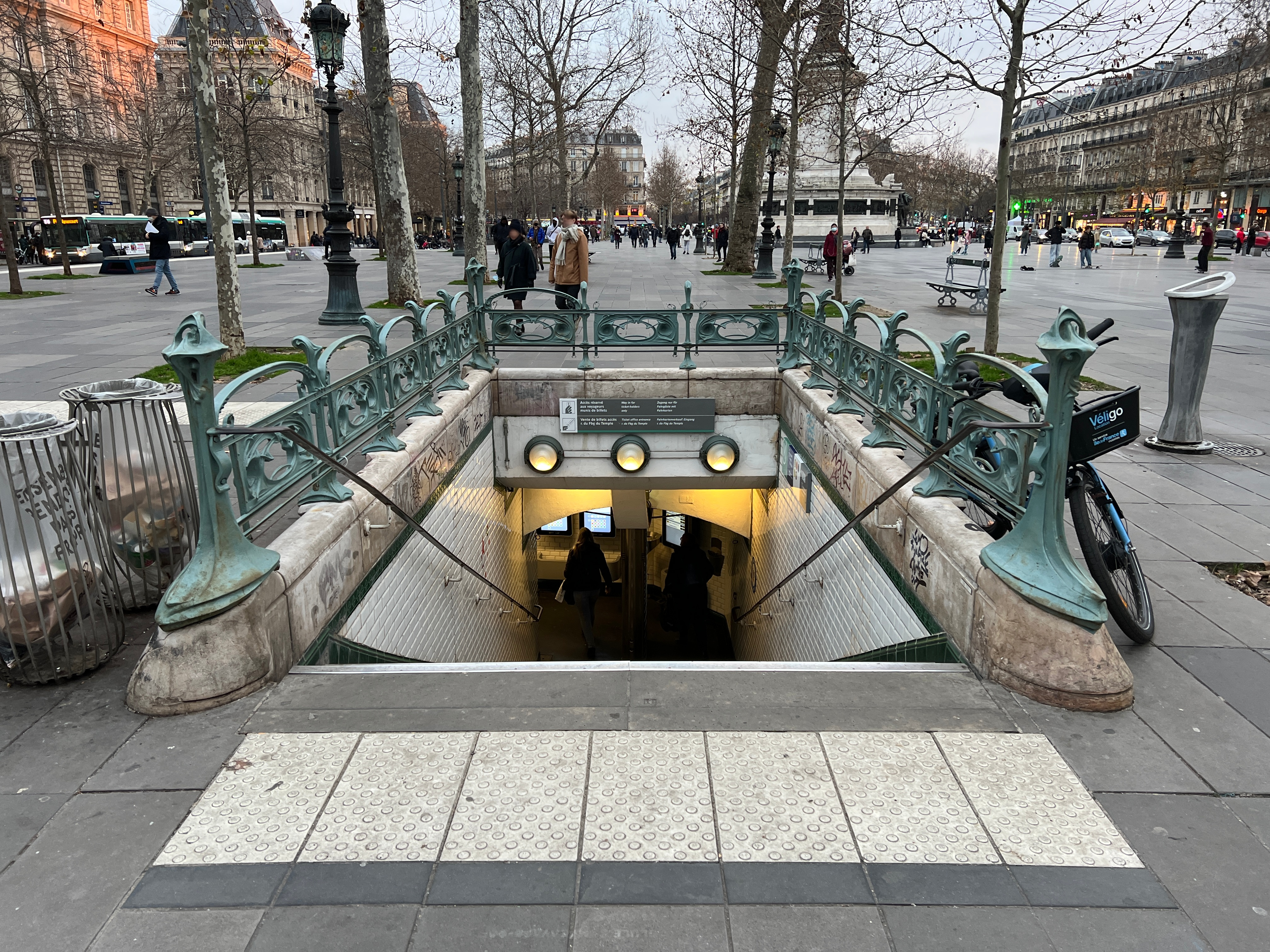
L'accès no 10 « Square Henri Christiné ».

.

### Quais
La station de la ligne 3, située en dessous du tunnel de la ligne 5, est de configuration standard avec deux quais séparés par les voies du métro. La décoration est du style « Ouï-dire » de couleur bleue : les bandeaux d'éclairages, de même couleur, sont supportés par des consoles courbes en forme de faux. L'éclairage indirect est bicolore (bleu très blafard et blanc), contrairement aux autres bandeaux d'éclairages de ce style où il est multicolore vif. Les carreaux en céramique blancs sont plats et recouvrent les piédroits, la voûte et les tympans. Les cadres publicitaires sont blancs et cylindriques et les quais sont équipés de sièges de style « Motte » ainsi que de banquettes « assis-debout » bleus.
La station de la ligne 5, située au-dessus du tunnel de la ligne 11, est également à disposition classique. La décoration est du style utilisé pour la majorité des stations de métro : les bandeaux d'éclairage sont blancs et arrondis dans le style « Gaudin » du renouveau du métro des années 2000, et les carreaux en céramique blancs biseautés recouvrent les piédroits, la voûte et les tympans. Les cadres publicitaires sont en céramique blanche et les sièges sont de style « Akiko » verts.
Les stations des lignes 8 et 9, situées au-dessus du tunnel de la ligne 3, sont constituées de deux demi-stations par ligne, celles de la ligne 9 encadrant celles de la ligne 8. Les quais de ces deux lignes, en légère courbe à l'extrémité occidentale, sont aménagés dans le style « Andreu-Motte » et possèdent une rampe lumineuse jaune, des banquettes en carrelage jaune orangé plat (sauf le quai à destination de Pont de Sèvres quasiment démuni de banquette mais comportant un débouché de couloir traité avec les mêmes carreaux) ainsi que des sièges « Motte » jaunes. Ces aménagements sont mariés avec le carrelage biseauté blanc pour les deux lignes, tandis que les entourages d'escaliers ainsi qu'un résidu de banquette sur le quai vers Pont de Sèvres sont traités en carrelage plat blanc. Les cadres publicitaires sont métalliques.
Enfin, la station de la ligne 11 est aussi de configuration standard. Elle est décorée dans le style « Andreu-Motte » avec deux rampes lumineuses rouges, des banquettes et débouchés des couloirs en carrelage plat de même couleur et des sièges « Motte » rouges. Les piédroits, la voûte et les tympans sont recouverts de carreaux plats blancs. Les cadres publicitaires sont métalliques et les quais sont carrelés en gris anthracite.
Pour chaque point d'arrêt, la voûte est elliptique et le nom de la station est inscrit en police de caractère Parisine sur plaques émaillées.

Quais de la station
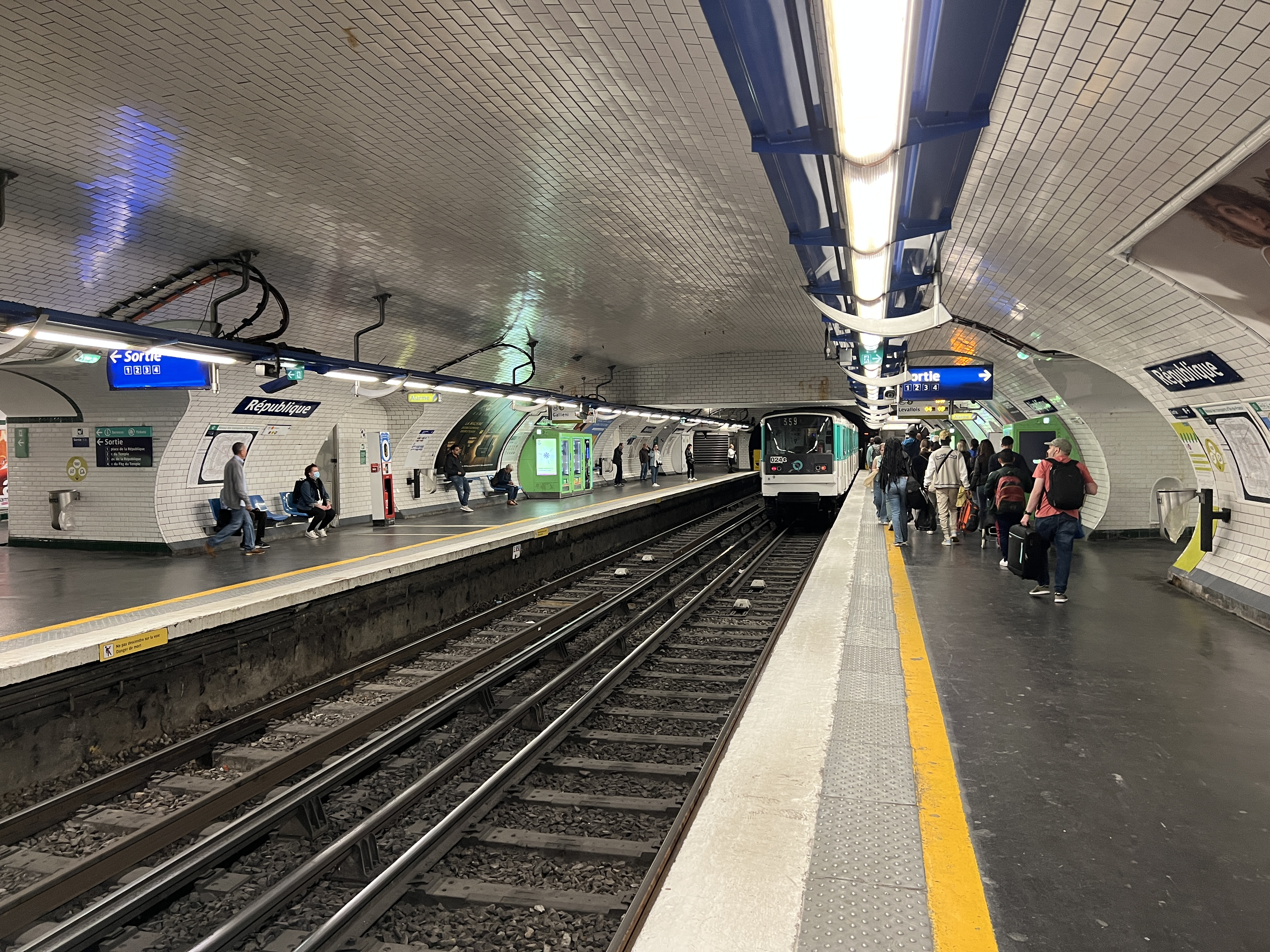
La station de la ligne 3.
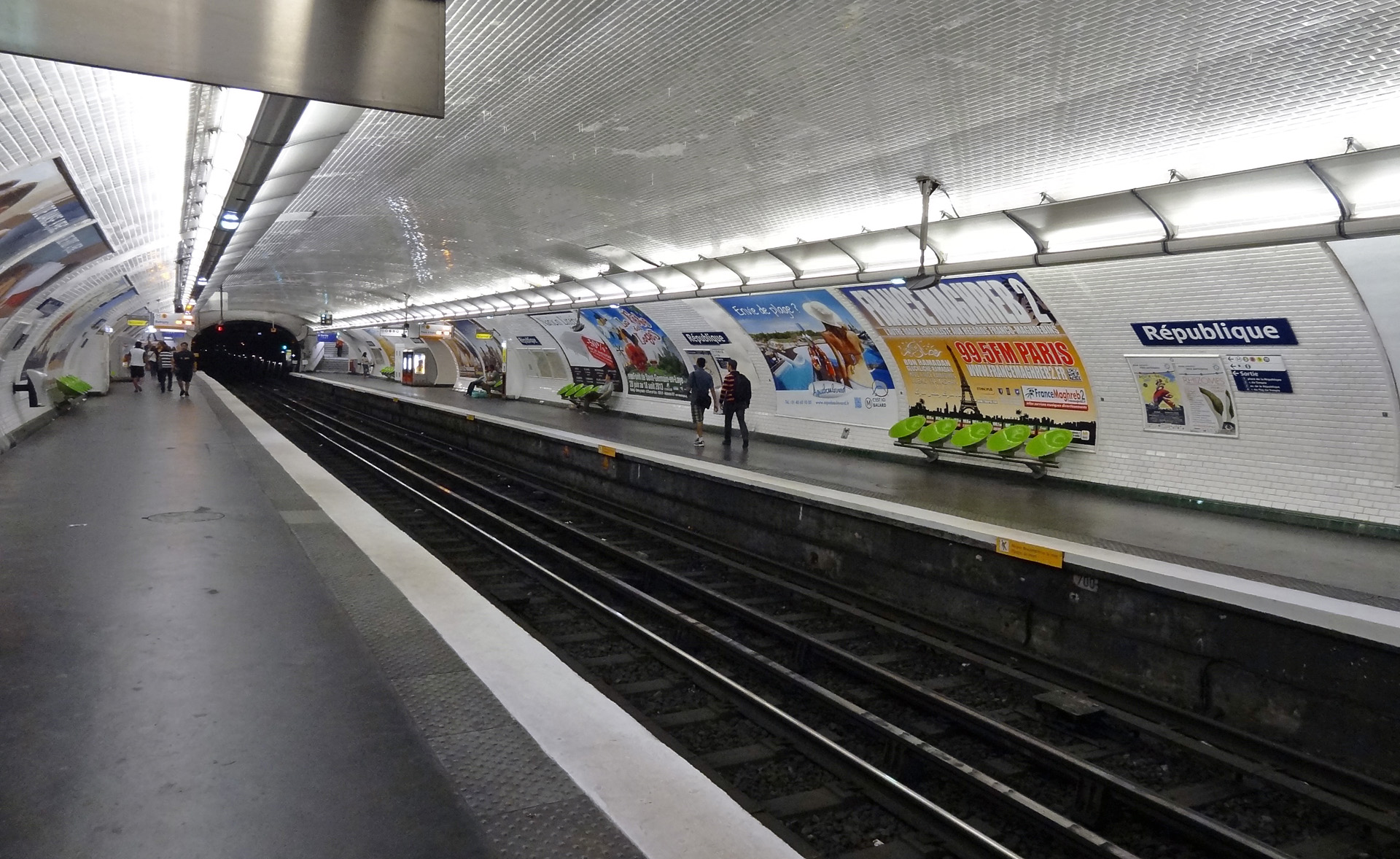
La station rénovée de la ligne 5.
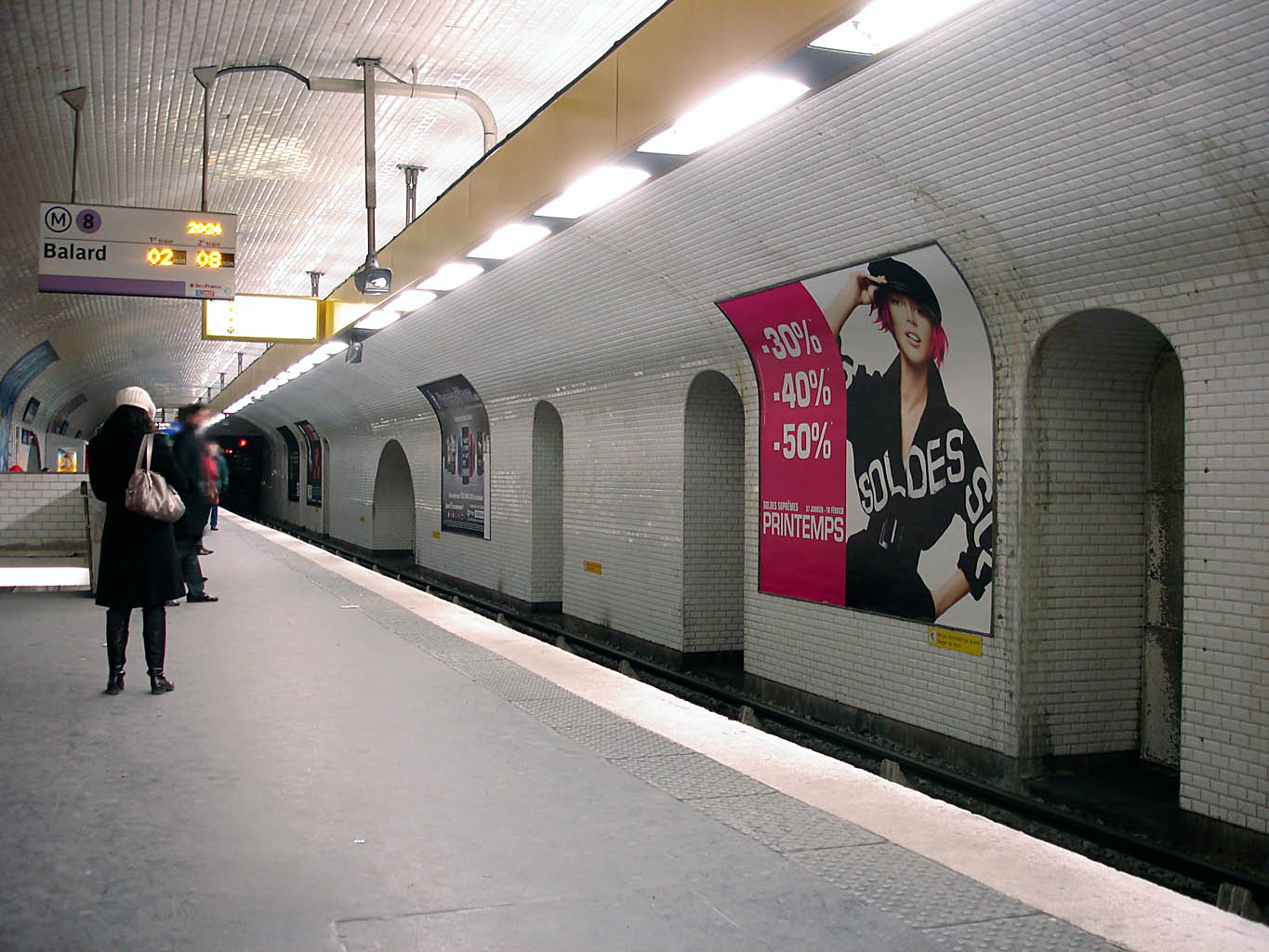
L'une des demi-stations de la ligne 8.
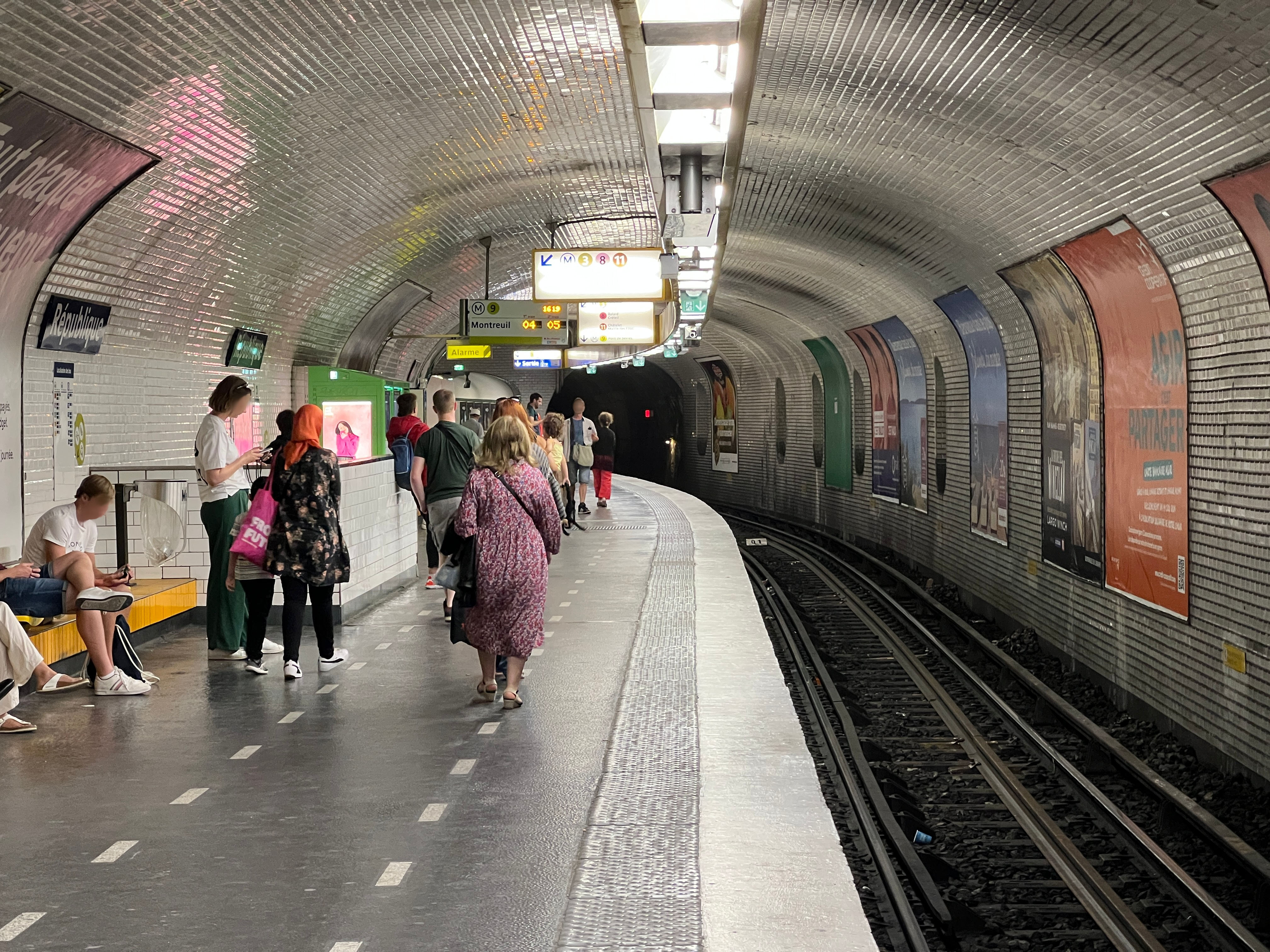
L'une des demi-stations de la ligne 9.
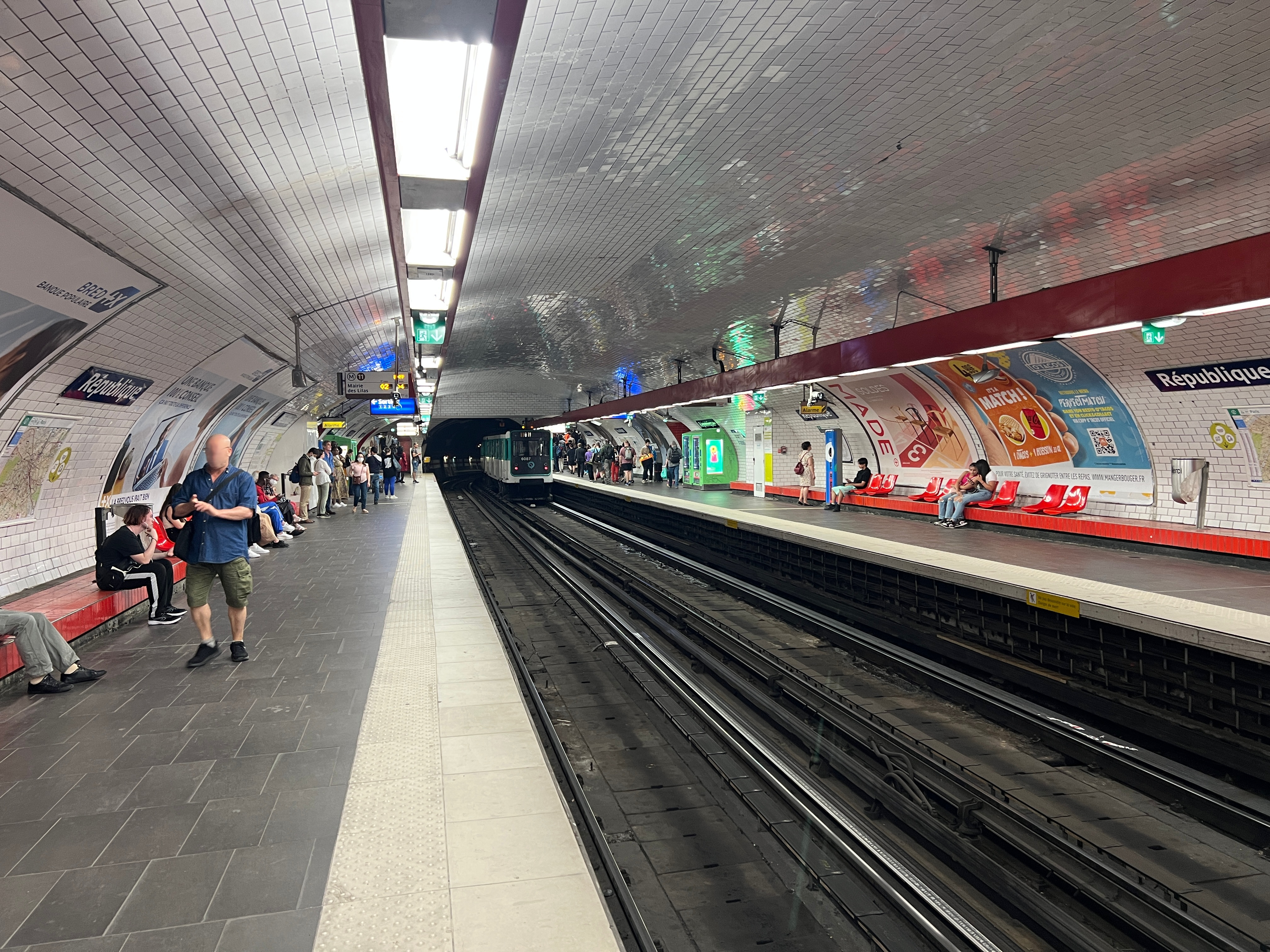
La station de la ligne 11.

### Intermodalité
La station est desservie par les lignes 20, 56, 75 et 91 du réseau de bus RATP ainsi que, la nuit, par les lignes N01, N02, N12, N23, N141 et N142 du réseau de bus Noctilien.

## À proximité
- Place de la République
- Monument à la République
- Caserne Vérines
- Bourse du travail
- Canal Saint-Martin
- Square Frédérick-Lemaître
- Square Dominique-Bernard (anciennement square Jules-Ferry)